# Middleton, Idaho
Middleton är en stad (city) i Canyon County, i delstaten Idaho, USA. Enligt United States Census Bureau har staden en folkmängd på 5 607 invånare (2011) och en landarea på 14,6 km².